# 김용석 (희극인)
김용석(1983년 9월 26일 ~ )은 대한민국의 희극 배우 겸 볼링선수이다.

## 출연작

### 방송
- 개그투나잇 (SBS)
- 웃찾사 (SBS)